# بلیه-گرسویلر
بلیه-گرسویلر (به فرانسوی: Blies-Guersviller) یک کمون در فرانسه است که در Canton of Sarreguemines-Campagne واقع شده‌است.

## خصوصیات
بلیه-گرسویلر ۳٫۶ کیلومترمربع مساحت و ۵۹۵ نفر جمعیت دارد.